# برنارد پالیسی
برنارد پالیسی (به فرانسوی: Bernard Palissy) (زاده ۱۵۱۰، درگذشته ۱۵۹۰ میلادی)، زمین‌شناس، جغرافی‌دان و مهندس هیدرولیک فرانسوی است. او از جمله کسانی است که در قرن شانزدهم در رابطه با مسائل ژئومورفولوژی و اشکال ناهمواری‌ها افکار مدرنی بیان نموده است.
جرج سارتن او را یکی از دو زمین‌شناس برجستهٔ دوران رنسانس می‌داند و می‌نویسد که او «بعد از لئوناردو دا وینچی ، بهترین نمایندهٔ مردان علمی است که دانشگاهی نبودند و دانش خود را نه از کتاب ها بلکه از دامان طبیعت بدست آوردند.»

## زندگی
او در ۱۵۱۰ میلادی، در خانواده‌ای روستایی در فرانسه زاده شد. او در نوجوانی به شغل‌های گوناگونی از جمله شیشه‌بری، ساخت شیشه‌های رنگی، مساحی و غیره پرداخت. در ۱۵۳۹ با دیدن یک فنجان چینی به سفالگری علاقه‌مند شد و پس از ۱۶ سال تجربه و آزمایش در این هنر استاد شد و کاترین مدیچی، ملکهٔ‌مادر، پس از دیدن کارهایش او را طراح رسمی ظروف چینی دربار فرانسه کرد.
او پیرو فرقهٔ اوگِنی بود و به همین دلیل در سال ۱۵۸۸ به زندان باستیل افتاد و در همان‌جا در سال ۱۵۹۰ درگذشت.